# MAN L2000
MAN L2000 (заводські індекси L20...L36) — легка гамма вантажівок, що виготовлялася з 1994 по 2001 рік.

## Опис
Сімейство «MAN L2000» включає 2-вісні автомобілі повною масою 6,0 - 11,5 т з 4-х  і 6-ти циліндровими двигунами з турбонаддувом (об'єм 4,58 л, потужністю 102, 110, 113, 140, 155, 180 к.с., об'єм 6,87 л потужністю 220 к.с.), механічними 5-ти ступінчастими коробками «ZF» «Ecolite S5-42», 6-ти ступінчастими коробками передач «ZF» «Ecolite S6-36», «S6-850» або «Eaton» «FSO4106B/ FSO5206B», 9-ти ступінчастими «Eaton» «FS8209/ FS8309». Для міських розвізних операцій пропонуються 5-ступінчаста автоматична коробка «Allison» типу «AT545A» і гіпоїдна головна передача, а також дизель-електрична трансмісія. Підвіска може бути повністю ресорною або пневматичною на задньому мості в залежності від потреб. Автомобіль комплектується як дисковими гальмами конструкції «Wabco/Perrot» типу «PAN17» на всіх мостах, так і барабанними на задньому мості, або на всіх в повнопривідних версіях. Стандартний розмір коліс - 17,5 дюймів, на повному приводі - 22,5 дюйми. 
Двигуни серії «D 0824/0826» оснащувалися паливною системою «Bosch» з рядними ПНВТ або розподільними типу «VE». Перші автомобілі «MAN L2000» відповідали нормам викидів Євро-1, в 1994 році в гамі з'явилися двигуни стандарту Євро-2. Наприкінці 1999 року з'явився модернізований двигун серії «D 0834» з електронним управлінням «EDC» (англ. Electronic Diesel Control) та розподільним паливним насосом «Bosch» типу «VP44» нової конструкції. 

### Двигуни
| Торгове позначення (використовується в моделі) | Об'єм см3                   | Діаметр × хід поршня мм     | Код двигуна MAN             | Потужність кВт (к.с.) норми викидів | Роки випуску                | Система живлення                                |
| рядні 4-х циліндрові дизелі                    | рядні 4-х циліндрові дизелі | рядні 4-х циліндрові дизелі | рядні 4-х циліндрові дизелі | рядні 4-х циліндрові дизелі         | рядні 4-х циліндрові дизелі | рядні 4-х циліндрові дизелі                     |
| ---------------------------------------------- | --------------------------- | --------------------------- | --------------------------- | ----------------------------------- | --------------------------- | ----------------------------------------------- |
| 8.103                                          | 4580                        | ø108 × 125                  | D 0824 FL01                 | 75 (102) Євро-1                     | 1993–1996                   | розподільний ПНВТ типу VE - трубка - форсунка   |
| 8.113                                          | 4580                        | ø108 × 125                  | D 0824 LFL04                | 81 (110) Євро-2                     | 1995–1997                   | рядний ПНВТ - трубка - форсунка                 |
| 8.113                                          | 4580                        | ø108 × 125                  | D 0824 LFL08                | 83 (112) Євро-2                     | 1997–2001                   | розподільний ПНВТ типу VE - трубка - форсунка   |
| 8.143, 9.143                                   | 4580                        | ø108 × 125                  | D 0824 LFL07                | 104 (142) Євро-2                    | 1995–1997                   | рядний ПНВТ - трубка - форсунка                 |
| 8.153, 9.153, 10.153                           | 4580                        | ø108 × 125                  | D 0824 LFL01 D 0824 LFL05   | 114 (155) Євро-1                    | 1993–1997                   | розподільний ПНВТ типу VE - трубка - форсунка   |
| 8.163, 9.163, 10.163                           | 4580                        | ø108 × 125                  | D 0824 LFL02                | 118 (160) Євро-2                    | 1994–1995                   | рядний ПНВТ - трубка - форсунка                 |
| 8.163, 9.163, 10.163                           | 4580                        | ø108 × 125                  | D 0824 LFL06                | 114 (155) Євро-2                    | 1995–1997                   | рядний ПНВТ - трубка - форсунка                 |
| 8.163, 9.163, 10.163                           | 4580                        | ø108 × 125                  | D 0824 LFL09                | 114 (155) Євро-2                    | 1997–2001                   | розподільний ПНВТ типу VE - трубка - форсунка   |
| 8.183, 9.183                                   | 4580                        | ø108 × 125                  | D 0834 LFL03                | 132 (180) Євро-3                    | 2000-2002                   | розподільний ПНВТ типу VP44 - трубка - форсунка |
| рядні 6-ти циліндрові дизелі                   |                             |                             |                             |                                     |                             |                                                 |
| 8.223, 9.223, 10.223                           | 6871                        | ø108 × 125                  | D 0826 LFL06                | 162 (220) Євро-1                    | 1994–1996                   | рядний ПНВТ - трубка - форсунка                 |
| 8.224, 9.224, 10.224                           | 6871                        | ø108 × 125                  | D 0826 LFL03                | 162 (220) Євро-2                    | 1994–2001                   | рядний ПНВТ - трубка - форсунка                 |
| 8.224, 9.224, 10.224                           | 6871                        | ø108 × 125                  | D 0826 LFL10                | 162 (220) Євро-2                    | 1994–2001                   | розподільний ПНВТ типу VE - трубка - форсунка   |

### MAN L2000 Evolution / LE (2001-2005)

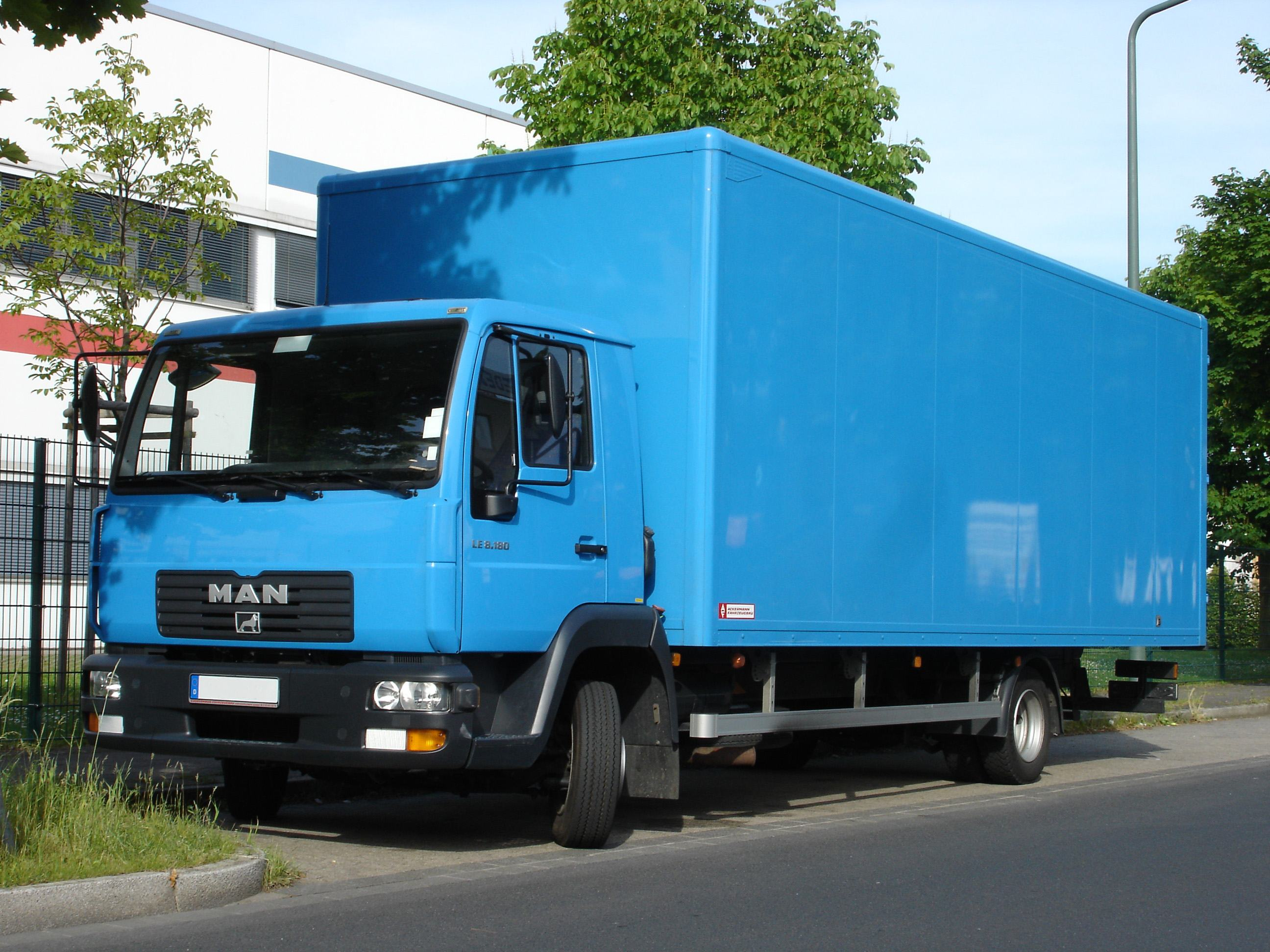
MAN LE (2001-2005)

У 2001 році легка серія «L2000» була оновлена, новий дизайн отримала головна оптика, передній бампер та фальшрадіаторна решітка, модельний ряд став називатися спочатку «LE-C» або «L2000 Evolution», але в другій половині 2002 року позначення залишили у вигляді літер «LE» з традиційним індексом приблизної повної маси та потужності. У серію «LE» входять численні варіанти з колісними формулами 4x2, 4x4 повною масою 7,5 - 10,5 т для міських і коротких місцевих перевезень, а також для комунальних служб. Автомобілі переважно комплектували 4-х і 6-ти циліндровими дизельними двигунами «D0834» і «D0836» з турбіною, інтеркулером та ПНВТ «Bosch» типу «VP44» з електронним управлінням, потужністю 140 - 220 к.с. екологічного стандарту Євро-3, механічними 6-ти ступінчастими коробками передач «ZF» типу «Ecolite 6S-850» (за замовленням - автоматичною 5-ступінчастою), гіпоїдними головними передачами, підвіскою на параболічних ресорах або пневматичною, гальмівною системою з АБС в стандартному виконанні, кабінами «L» п'яти типів, включаючи подвійні 5-ти місні і спальні «TopSleeper».

#### Двигуни
| Торгове позначення (використовується в моделі) | Об'єм см3                   | Діаметр × хід поршня мм     | Код двигуна MAN             | Потужність кВт (к.с.) норми викидів | Роки випуску                | Система живлення                                |
| рядні 4-х циліндрові дизелі                    | рядні 4-х циліндрові дизелі | рядні 4-х циліндрові дизелі | рядні 4-х циліндрові дизелі | рядні 4-х циліндрові дизелі         | рядні 4-х циліндрові дизелі | рядні 4-х циліндрові дизелі                     |
| ---------------------------------------------- | --------------------------- | --------------------------- | --------------------------- | ----------------------------------- | --------------------------- | ----------------------------------------------- |
| LE 140 C LE 8.140, LE 9.140                    | 4580                        | ø108 × 125                  | D 0834 LFL02                | 103 (140) Євро-3                    | 2001-2004                   | розподільний ПНВТ типу VP44 - трубка - форсунка |
| LE 8.150, LE 9.150, LE 10.150                  | 4580                        | ø108 × 125                  | D 0834 LFL04                | 110 (150) Євро-3                    | 2004-2005                   | розподільний ПНВТ типу VP44 - трубка - форсунка |
| LE 160 C                                       | 4580                        | ø108 × 125                  | D 0824 LFL06                | 114 (155) Євро-2                    | 2000–2001                   | рядний ПНВТ - трубка - форсунка                 |
| LE 180 C LE 8.180, LE 9.180, LE 10.180         | 4580                        | ø108 × 125                  | D 0834 LFL03                | 132 (180) Євро-3                    | 2001-2005                   | розподільний ПНВТ типу VP44 - трубка - форсунка |
| рядні 6-ти циліндрові дизелі                   |                             |                             |                             |                                     |                             |                                                 |
| LE 220 C                                       | 6871                        | ø108 × 125                  | D 0826 LFL10                | 162 (220) Євро-2                    | 2000-2001                   | розподільний ПНВТ типу VE - трубка - форсунка   |
| LE 220 C LE 8.220, LE 9.220, LE 10.220         | 6871                        | ø108 × 125                  | D 0836 LFL02                | 162 (220) Євро-3                    | 2001-2005                   | розподільний ПНВТ типу VP44 - трубка - форсунка |